# تدريب الكفاءة الثقافية
يُعد تدريب الكفاءة الثقافية (بالإنجليزية: Cultural competency training)‏ تعليماً يهدف إلى تحقيق كفاءة التفاعل بين الثقافات والقدرة على تقدير وتفسير الثقافات أخرى بدقة. ففي عالم تتزايد فيه العولمة، يمارس التدريب على الحساسية الثقافية [الإنجليزية] لهويات الثقافات الأخرى (والتي قد تشمل العرق والجنس والدين وعوامل أخرى) وكيفية تحقيق الكفاءة الثقافية في مكان العمل، وخاصة في الرعاية الصحية والمدارس وفي إعدادات أخرى.

## الكفاءة الثقافية
تشير الكفاءة الثقافية إلى القدرة على التفاعل بفعالية مع أشخاص من ثقافات مختلفة. تتألف الكفاءة الثقافية من أربعة مكونات: (أ) الوعي بالمنظور الثقافي الخاص بالفرد، (ب) الاتجاه نحو الاختلافات الثقافية، (ج) المعرفة بالممارسات الثقافية والمنظورات العالمية المختلفة، (د) المهارات الثقافية العابرة للثقافات. يؤدي تطوير الكفاءة الثقافية إلى القدرة على فهم والتواصل مع الأشخاص من مختلف الثقافات والتفاعل معهم بفعالية، ويؤدي إلى تقليل نسبة الخطأ في التواصل بنسبة 15%. الكفاءة الثقافية لها أهمية أساسية في كل جانب من جوانب مجال العمل وهذا يشمل المدرسة والحكومة. مع اندماج الثقافات المختلفة في المجتمع الأمريكي، أصبح من الضروري للمعلمين والموظفين الحكوميين الحصول على شكل من أشكال التدريب على الكفاءة الثقافية.
لتحقيق هدف الكفاءة الثقافية، يجب فهم الحساسية الثقافية. الحساسية الثقافية هي المعرفة والوعي وقبول الثقافات الأخرى، وتشمل "الرغبة والقدرة والحساسية المطلوبة لفهم الأشخاص من خلفيات مختلفة"، وقبول التنوع. بشكل حاسم، "يشير إلى إدراك أن الاختلافات والتشابهات الثقافية بين الناس موجودة دون إعطاء قيمة لهم "،

## خلفية
لتلبية احتياجات مجتمع يزداد عولمة، قد تختار العديد من المستشفيات والمنظمات وأرباب العمل تنفيذ أشكال من أساليب التدريب على الكفاءة الثقافية لتعزيز الشفافية بين اللغة والقيم والمعتقدات والاختلافات الثقافية. غالبًا ما يتضمن التدريب على الكفاءة الثقافية دراسة متأنية لأفضل طريقة للتعامل مع أشكال التنوع المختلفة للناس. ويساعد هذا الوعي الجديد الأفراد العسكريين والمعلمين والممارسين الطبيين والعاملين الآخرين والمواطنين على ترسيخ المساواة في بيئاتهم، ويعزز العلاقات المتبادلة بين بعضهم البعض لزيادة مستويات الإنتاجية. هناك العديد من النظريات حول أفضل السبل لإجراء تدريب على الكفاءة الثقافية، والتي غالبًا ما تعتمد على البيئة المحددة ونوع العمل.[بحاجة لمصدر]

## الهوية الثقافية
عند تحديد الأفكار التي تحيط بتدريب الكفاءة الثقافية، فإن تحديد الثقافة يمكن أن يساعد في فهم الأفكار التي تشكل المفهوم. تعرف الثقافة على أنها مجموعة من المواقف والقيم والأهداف والممارسات المشتركة التي تميز مؤسسة أو منظمة. عند النظر إلى الثقافة من حيث التدريب على الكفاءة الثقافية، يجب التركيز على مجموعات معينة من الأفراد بسبب صلتها بالمجتمع. هناك العديد من الفئات المهمشة والناقصة التمثيل ؛ فيما يلي بعض الأمثلة على المفاهيم التي تشكل الهوية الثقافية للفرد. يساعد نهج الهوية في تشكيل الأفكار والمواضيع التي تدخل في تدريب الكفاءة الثقافية.

### مجتمع الميم
تشير التسمية الأولية مجتمع الميم إلى المثليات والمثليين ومزدوجي الميل الجنسي ومغايري الهوية الجنسانية والمتحولين جنسياً والمثليين وثنائيي الجنس واللاجنسيين. واجهت هذه المجموعة المعينة من الأفراد العديد من العقبات ولديها أحداث تاريخية لتسليط الضوء على أوجه عدم المساواة التي يواجهونها، مثل أعمال شغب ستونوول. أصبحت أعمال الشغب في ستونوول رمزًا لحركة تحرير المثليين عندما حاولت الشرطة مداهمة نادي ستونوول للقبض على رعاة المثليين والمثليات وقاوم مجتمع المثليين. العديد من القمع الممنهج تاريخيًا ويستهدف حاليًا أفراد مجتمع الميم.

### العرق
العرق هو جانب حساس من تدريب الكفاءة الثقافية الذي يتطلب من المهنيين أن يكونوا قادرين على تحديد الاختلافات الثقافية والاعتراف بها وتقديرها. التدريب على هذا الجانب من الكفاءة الثقافية يعلم المهنيين أن تجاهل الاختلافات العرقية هو شكل من أشكال العدوان الدقيق الذي يمكن أن يساعد في تفاقم عدم المساواة العرقية. من أجل البدء في فهم التواصل بين الثقافات، يجب على المرء أن يفهم السياق التاريخي والاجتماعي الذي تعمل في ظله المجموعات الثقافية المختلفة. على سبيل المثال، يعد التاريخ المرتبط بالإبادة الجماعية الثقافية للشعوب الأصلية في أمريكا الشمالية، وفهم نظام القيم للمجموعة المذكورة، وطرق تعلمهم، والمنطق أمرًا ضروريًا في القدرة على فهم كيف يمكن أن تكون جوانب معينة من ثقافتهم متشابهة أو مختلفة عن منطقتنا. يجب التعامل مع هذا التمييز باحترام ودون عزو التفوق أو الدونية إلى الاختلاف، أي بطريقة حساسة ثقافيًا.

### الدِين
يمكن أن تؤدي الاختلافات الدينية دورًا في كيفية تفاعل المحترفين والتواصل مع الآخرين. يشير التدين إلى طبيعة ومدى النشاط الديني العام والشخصي، بما في ذلك الإيمان والصلاة ومكان العبادة. عادة ما يرتبط التدين بالتقاليد الدينية الرسمية (مثل المسيحية )، والمؤسسات (مثل المساجد)، والنصوص المقدسة (مثل كتاب مورمون )، وقواعد أخلاقية محددة (مثل الوصايا العشر). الروحانية يمكن أن تكون جزءًا مهمًا من الدين، ولكن يمكن أيضًا أن تكون مستقلة عن التقاليد الدينية الموجودة، وتشمل مجموعة متنوعة من المعتقدات الشخصية والأنشطة المتعلقة بالمقدسات. في هذا الجانب من الكفاءة الثقافية، يجب على المحترفين أن يتعلموا كيفية اكتساب الكفاءة الدينية. وتشير الكفاءة الدينية إلى المهارات والممارسات والتوجهات التي تساعد على استكشاف وتسخير تدين المريض لتسهيل التشخيص والشفاء والتعافي. وتشمل الكفاءة الدينية تعلم ونشر المهارات العامة مثل الاستماع النشط والموقف غير الحاكم. وإنها أيضًا توجه شامل يوفر مكانًا آمنًا لمناقشة القضايا والهويات الدينية بطريقة متواضعة ومحترمة وعاطفية.

### الجنسية
فيما يتعلق بالجنسية، وخاصة بالنسبة للمهاجرين، فإن الزيادة الأخيرة في الهجرة العالمية تجعلهم مجموعة ديموغرافية شائعة بشكل متزايد في كل مكان. على الرغم من أنه سيكون لديهم ثقافات مختلفة أيضًا. من المهم بالنسبة لأولئك الذين يدربون على فهم أوجه التشابه والاختلاف بينهم وبين الأفراد الذين يساعدونهم. بهذه المعرفة، تجعل عملية مساعدة الفرد أكثر كفاءة ونجاحًا. يمكن لكل من الدولة التي جاء الشخص منها ورحلة الهجرة التي خاضها أن تشكل عقليته. ومن الاستراتيجيات المفيدة توظيف متخصصين من جنسيات معينة للمساعدة في شرح بعض الاختلافات الثقافية.

## في المدرسة
تعتبر المدرسة بيت التعلم الثاني للأطفال. كل عام يأتي عدد كبير من الناس إلى الولايات المتحدة. غالبًا ما تكون هذه المجموعات من الأشخاص عائلات، بما في ذلك الأطفال الصغار. في عالم اليوم، تلعب الكفاءة الثقافية دورًا حيويًا في تشكيل مستقبل الأطفال. الولايات المتحدة ليست المرشح الأول في تدريب الكفاءات الثقافية بين الأطفال، ويبدو أن كندا وأستراليا أكثر تقدمية في هذا القطاع. يمكن أن يكون تدريب الكفاءة الثقافية مساعدة كبيرة للعائلات التي تفكر في تبني طفل حاضن، على وجه التحديد، إذا كان هذا الطفل قد ولد خارج الولايات المتحدة. المدرسة هي مزيج من الثقافات والجنسيات المختلفة، وكمربي للأجيال يجب أن يكون الشخص حساسًا لاحتياجات الجميع. تتفاعل الثقافات المختلفة بطريقة فريدة في المواقف المختلفة، وبصفتك مربيًا، يجب عليك عدم تقدير التنوع فحسب، بل يجب أن يكون لديك استراتيجية لجعل الجميع يشعرون بالترحيب والاندماج.

## في مكان العمل
عبر السنين، ظهرت طرق جديدة لممارسة الكفاءة الثقافية في مكان العمل. هناك العديد من الأساليب المختلفة التي تساعد على تحقيق الكفاءة الثقافية، مثل برامج القيادة العالمية، وتمارين بناء الفرق الدولية، وتدريب مهارات عابرة للثقافات الخاصة بالمناصب التنفيذية الخاصة. إن فهم الثقافات المختلفة الموجودة يصبح بشكل متزايد مبدأ أساسي في مكان العمل. يجب أن تمارس تقنيات التدريب على الكفاءة الثقافية بشكل أكبر من مجرد محاضرات في الصف. يجب على المدربين أن يكونوا متعلمين بشكل كاف في هذا الموضوع ليتمكنوا من تدريب الأشخاص بشكل كاف. يجب أن يلاحظوا تحيزاتهم الخاصة والنظرية حول الثقافات المختلفة التي تتعرض للتمييز.[بحاجة لمصدر]

## في مراكز الرعاية الصحية
في الإعداد الطبي، فإن التواصل الفعال بين الأطباء والمرضى والعائلات ومقدمي الرعاية الصحية الآخرين أمر أساسي.[بحاجة لمصدر]
تشير التفاوتات الصحية إلى الفجوات في جودة الصحة والرعاية الصحية بين المجموعات العرقية والإثنية والاجتماعية الاقتصادية. وقد أظهرت الدراسات العديد من العوامل التي تساهم في الفروقات الصحية.[بحاجة لمصدر]
مشروع الكفاءة الثقافية عبر الإنترنت للممارسة الطبية هو محاولة في الولايات المتحدة لمعالجة أحد العوامل - التفاعل بين المريض والطبيب. تمول هذا المشروع بمنحة من المعاهد الوطنية للصحة من خلال المعهد الوطني للقلب والرئة والدم. يقدم المشروع دليلًا طبيًا لتقليل الفوارق في القلب والأوعية الدموية، ويهدف إلى إنشاء مناهج فعالة عبر الثقافات لرعاية المرضى الأمريكيين من أصل أفريقي المصابين بأمراض القلب والأوعية الدموية، وخاصة ارتفاع ضغط الدم. تهدف مقاطع الفيديو مع سيناريوهات المريض الحقيقية والوحدات المستندة إلى الحالة إلى تطوير هذا الوعي المتزايد.[بحاجة لمصدر]